# Camdenton
Camdenton is een plaats (city) in de Amerikaanse staat Missouri, en valt bestuurlijk gezien onder Camden County.

## Demografie
Bij de volkstelling in 2000 werd het aantal inwoners vastgesteld op 2779.
In 2006 is het aantal inwoners door het United States Census Bureau geschat op 3182, een stijging van 403 (14,5%).

## Geografie
Volgens het United States Census Bureau beslaat de plaats een oppervlakte van
9,1 km², geheel bestaande uit land. Camdenton ligt op ongeveer 209 m boven zeeniveau.

## Plaatsen in de nabije omgeving
De onderstaande figuur toont nabijgelegen plaatsen in een straal van 24 km rond Camdenton.